# Rua Leopoldo Bulhões
Rua Leopoldo Bulhões — por vezes chamada de avenida Leopoldo Bulhões — é um logradouro do Rio de Janeiro. Ligando os bairros Bonsucesso e Manguinhos à Benfica. É conhecida como "faixa de Gaza", em alusão à região conflituosa do Oriente Médio, por se tratar de um local altamente perigoso e, por isso, sempre recebe cobertura dos meios de comunicação, não só por ser uma região violenta, mas por ter vários lava-jatos a "céu aberto", ou seja, fora de locais comerciais oficialmente registrados.
Devido a esses conflitos, muitas empresas deixaram a região, como a Cooperativa Central dos Produtores de Leite (CCPL) e a Gillette do Brasil. Algumas empresas ainda permanecem, como a Empresa Brasileira de Correios e Telégrafos (Correios) e a Fundação Oswaldo Cruz (Fiocruz).
A partir de 2007, fez parte do Programa de Aceleração do Crescimento (PAC) do Governo Federal e, na rua, seria construído o Parque Metropolitano de Manguinhos — inspirado nas ramblas, de Barcelona — mas que não aconteceu.